# La Foye-Monjault
La Foye-Monjault – miejscowość i gmina we Francji, w regionie Nowa Akwitania, w departamencie Deux-Sèvres.
Według danych na rok 1990 gminę zamieszkiwało 716 osób, a gęstość zaludnienia wynosiła 38 osób/km² (wśród 1467 gmin regionu Poitou-Charentes La Foye-Monjault plasuje się na 422. miejscu pod względem liczby ludności, natomiast pod względem powierzchni na miejscu 440.).